# アラクア・コックス
アラクア・コックス（Alaqua Cox、1997年2月14日 - ）は、アメリカの女優。彼女は、マーベル・シネマティック・ユニバースのマヤ・ロペス / エコー役で、ディズニープラスシリーズ『ホークアイ』（2021）での役を得て、またスピンオフシリーズ『エコー』（2024）で主演を務める。

## 生い立ち
コックスは1997年2月14日に生まれ、聴覚障害者である。エレナとビル・コックスの間に生まれた。彼女はウィスコンシン州立聾学校に通い、2014年から2015年まで女子バスケットボールチームでプレーし、バレーボールチームでもプレーした。彼女はウィスコンシン州のケシェナにあるメノミニー族インディアン居留地で生まれ育った。彼女はメノミニー族とモヒカン族の出身である。 彼女にはウィル、ジョーダン、ケイティの3人の兄弟がいる。
コックスは義足を装着している下腿切断者であり 、彼女は公には義足が必要になった経緯を明らかにしていない。

## 経歴
彼女は、2020年12月3日に、MCUの作品である『ホークアイ』に、エコー（マヤ・ロペス）役としてキャスティングされ、俳優としてのデビュー作となった。 聾アクティビストのNyle DiMarcoや多くの他の人々がこのキャスティングを称賛した。 2021年6月、エコーの共同創作者であるDavid W. Mackは、エコーのテレビシリーズのニュースに対する感謝の意を表し、コックスが聾者や先住民の若者の代表者であることを称賛した。「私は聾者の学校で米国、アフリカ、アジア、およびヨーロッパで教えてきましたが、生徒たちはエコーを愛し、喜ぶことでしょう。」と語った。
コックスは『ホークアイ』のプレミアでレッドカーペットに立った。「『ホークアイ』の後に自分のショーを持つなんて、すごいこと過ぎて信じられない。これが私のはじめて演じた役だったんだもの。」とコックスはVariety誌の記者に語った。「なぜ彼らが私にこのチャンスを与えてくれるのかは分からないけれど、ただ感謝している。聾者コミュニティのためにサポートをし、声を上げられることを楽しみにしているんだ。私たちは平等を求め、もっと多くの人々を巻き込みたいんだ。私は与えられたすべての機会に本当に感謝しています。」CoxはディズニーのD23誌に語ったところによると、ジェレミー・レナーとヘイリー・スタインフェルドは両者とも基本的なアメリカ手話を学ぶ努力をして、彼女とより簡単にコミュニケーションをとるようにした。「私にとって、彼らが基本的なASLを学ぶ努力をして私とコミュニケーションをとろうとする姿勢はとても優しかったと思いました。それは私にとってとても意味があります」とコックスは語った。また、コックスは2023年、パートナーとの男児を出産し母親になった。

## フィルモグラフィ

### ドラマシリーズ
| 年   | 題名               | 役名                 | 備考                    |
| ---- | ------------------ | -------------------- | ----------------------- |
| 2021 | ホークアイ Hawkeye | マヤ・ロペス/ エコー | Disney+オリジナルドラマ |
| 2024 | エコー Echo        | マヤ・ロペス/ エコー | Disney+オリジナルドラマ |